# Проблема авторства текстов М. А. Шолохова
Пробле́ма а́вторства те́кстов М. А. Шо́лохова — получивший широкий общественный резонанс комплекс литературоведческих и связанных с ними этических, политических и иных вопросов и споров, возникших после выхода в 1928 году романа «Тихий Дон» М. А. Шолохова, авторство которого по разным причинам одними исследователями подвергается сомнению, а другими считается неоспоримым.
Начиная с 1928 года, когда был опубликован роман Михаила Шолохова «Тихий Дон», выдвигались предположения о том, что Шолохов в действительности не является автором этого романа. Позже также высказывались подозрения, что и другие произведения Шолохова были написаны не им самим. Сторонники версии о плагиате основываются на результатах текстологического анализа произведений и различных дополнительных соображениях, сторонники авторства Шолохова выдвигают контраргументы.
Не последнюю роль в сложности и запутанности вопроса авторства «Тихого Дона» играют личные и политические симпатии и антипатии исследователей, как со стороны противников, так и со стороны приверженцев авторства Шолохова, их личные и групповые интересы, глубокая вовлечённость в спор и высокий градус полемики, что оказывает влияние на объективность и научность результатов, на их публикацию и популяризацию в обществе в различные периоды истории страны, когда доминирующей оказывалась та или иная точка зрения.

## История проблемы

### Постановка вопроса
Первые слухи о плагиате появились в 1928 году вместе с выходом первых двух томов «Тихого Дона» в журнале «Октябрь». Из них следовало, что Шолохов присвоил рукопись из полевой сумки безвестного белого офицера, расстрелянного большевиками, и опубликовал под своим именем. Говорили даже об анонимных звонках в издательство с угрозами появления некоей старушки, требующей восстановления авторства её умершего сына. В середине 1970-х годов советский учёный Константин Прийма предпринял попытку выяснить источник слухов и пришёл к выводу, что неожиданная остановка публикации третьего тома романа в марте 1929 года была выгодна сторонникам Троцкого, которые опасались, что откроется вся правда о восстании в Вёшенской в 1919 году.
Главный редактор журнала «Октябрь» Александр Серафимович (которому позже также приписывали авторство произведений Шолохова) объяснял слухи завистью преуспевающих советских писателей к неожиданной славе 22-летнего гения. В одном из своих писем он утверждал: «Нашлись завистники — стали кричать, что он у кого-то украл рукопись. Эта подлая клеветническая сплетня поползла буквально по всему Союзу. Вот ведь псы!» Сам Шолохов также говорил об «организованной зависти». В то же время сохранилось свидетельство И. А. Герасимова, утверждавшего, что Серафимович знал о подлинной истории авторства «Тихого Дона», но молчал об этом, не желая осложнять печатную судьбу романа.
Слухи усилились после публикации в 1930 году сборника памяти Леонида Андреева, в котором было письмо Андреева критику Сергею Голоушеву, датированное 3 сентября 1917 года. В этом письме Андреев упоминал «Тихий Дон» Голоушева, который после этого стал среди сторонников плагиата первым претендентом на звание подлинного автора. Лишь в 1977 году Рой Медведев выяснил, что речь в письме шла всего лишь о путевых заметках под названием «С Тихого Дона», опубликованных в одной московской газете. Впрочем, Шолохову этот факт был известен. Он писал Серафимовичу:

Я получил ряд писем от ребят из Москвы и от читателей, в которых меня запрашивают и ставят в известность, что вновь ходят слухи о том, что я украл «Тихий Дон» у критика Голоушева — друга Л. Андреева — и будто неоспоримые доказательства тому имеются в книге-реквиеме памяти Л. Андреева, сочинённой его близкими. На днях получаю книгу эту и письмо от Е. Г. Левицкой. Там подлинно есть такое место в письме Андреева С. Голоушеву, где он говорит, что забраковал его «Тихий Дон». «Тихим Доном» Голоушев — на моё горе и беду — назвал свои путевые и бытовые очерки, где основное внимание (судя по письму) уделено политическим настроениям донцов в 1917 г. Часто упоминаются имена Корнилова и Каледина. Это и дало повод моим многочисленным «друзьям» поднять против меня новую кампанию клеветы. Что мне делать, Александр Серафимович? Мне крепко надоело быть «вором». На меня и так много грязи вылили. А тут для всех клеветников удачный момент: третью книгу моего «Тихого Дона» не напечатают. Это даёт им (клеветникам) повод говорить: «Вот, мол, писал, пока кормился Голоушевым, а потом и иссяк родник»…

В белоэмигрантской прессе роман был встречен очень хорошо, было много доброжелательных отзывов, однако и там муссировались слухи о плагиате, убитом белом офицере и присвоенной рукописи.

### Комиссия Марии Ульяновой

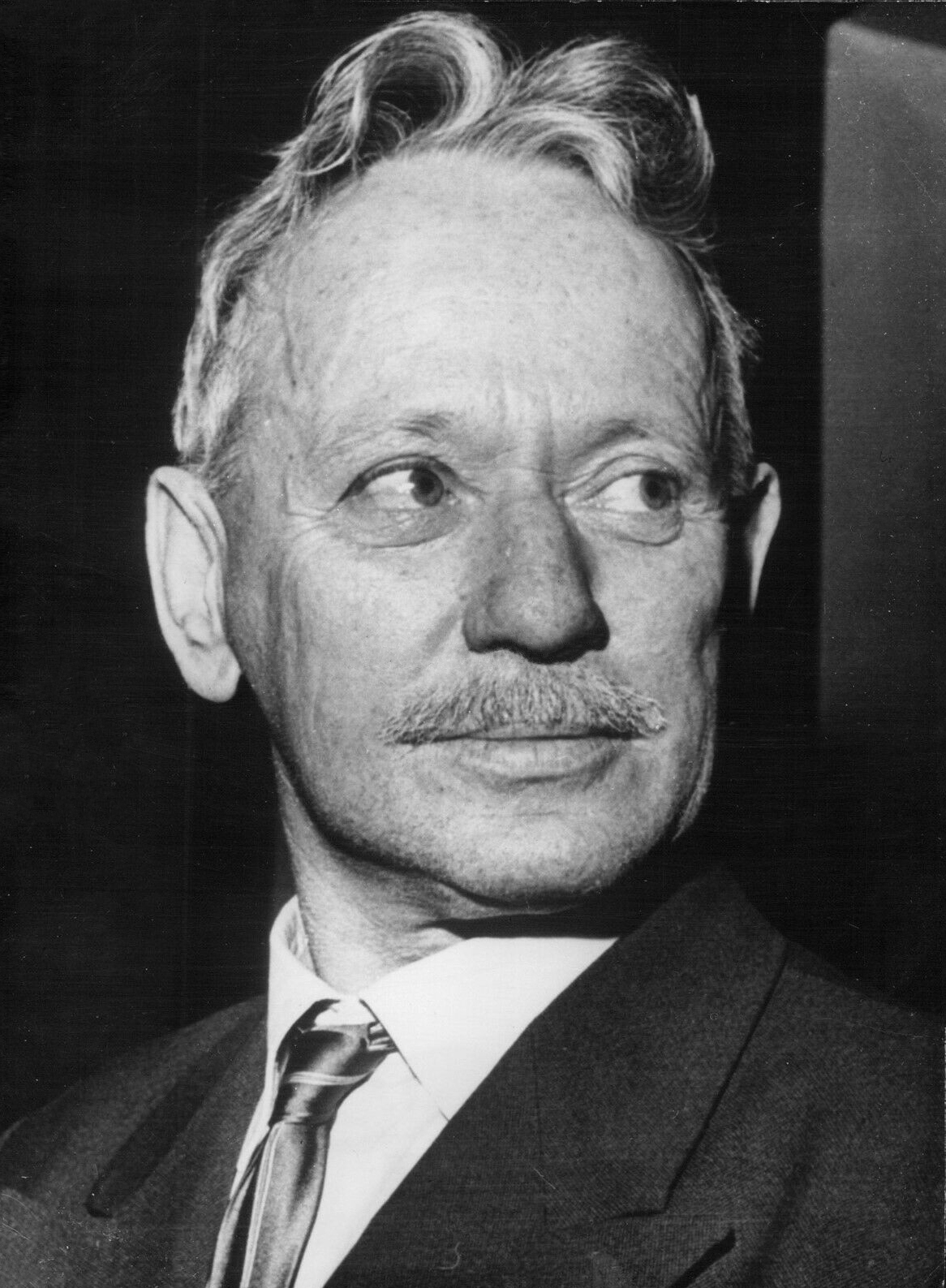
Михаил Шолохов, фото 1960-х годов

Измотанный слухами о плагиате, Шолохов сам обратился в партийную газету «Правда». Он представил в редакцию рукопись первых трёх томов и план четвёртого, с просьбой раз и навсегда разобраться с этим вопросом.
Под эгидой и по инициативе члена Центральной контрольной комиссии ВКП(б) М. И. Ульяновой Российская ассоциация пролетарских писателей (РАПП) организовала особую комиссию под председательством Серафимовича. Этой комиссии Шолохов и представил рукописи, черновики и наброски всего того, что им было написано к тому времени.
В конце марта 1929 года «Правда» напечатала письмо от имени РАППа, в котором обвинения, выдвинутые против Шолохова, были отвергнуты как злостная клевета. Под письмом стояли подписи членов комиссии: А. Серафимовича, Л. Авербаха, В. Киршона, А. Фадеева и В. Ставского. Из письма следовало, что никаких материалов, свидетельствовавших о плагиате, не существовало, что работа Шолохова над романом хорошо известна многим, рукопись видели несколько человек и по стилю она весьма близка к его ранним «Донским рассказам». Позже эта рукопись затерялась, долгое время считалась утраченной и была найдена только в 1999 году.

### Появление варианта Крюкова
После вступления Шолохова в 1932 году в ВКП(б) и выхода в том же году первой книги «Поднятой целины» слухи о плагиате несколько поутихли.
Однако в 1937—1938 годы неожиданно развернулась новая кампания. По словам казачьего писателя Дмитрия Петрова-Бирюка, лично ему, а также в ростовскую газету «Молот» и в Ростовский обком партии стали поступать письма от казаков с новыми обвинениями Шолохова в плагиате. В некоторых из этих писем утверждалось, что действительным автором «Тихого Дона» был известный казачий писатель, участник Белого движения Фёдор Крюков, умерший в 1920 году от тифа; якобы с ним на стороне белых служил тесть Шолохова, атаман станицы Букановской П. Я. Громославский, который после смерти Крюкова и передал рукописи своего друга зятю. Эту версию опроверг К. И. Прийма, указав на то, что когда Крюков в составе Белой армии отступал с Дона, Громославский отбывал наказание в Новочеркасской тюрьме за участие в боевых действиях на стороне красных. А на самом деле Громославский был соратником Крюкова по Верхне-Донскому восстанию и близким другом ещё по Усть-Медведицкой гимназии. Существует их совместное фото во время британской миссии по Верхне-Донскому округу новой республики.
Есть также версия, что ещё в конце 1929 года имя Крюкова в качестве автора «Тихого Дона» называлось некоторыми жителями станицы Глазуновской, родины Фёдора Крюкова, которая всегда соперничала со станицей Вёшенской.
В самом СССР после 1938 года слухи о плагиате утихли и продолжали циркулировать в основном в среде русской эмиграции. Но и на Западе такие известные критики, как, например, Глеб Струве или Юрген Рюле, никогда не верили в версию о краже рукописей.

### Выступления 1970-х годов и позднее

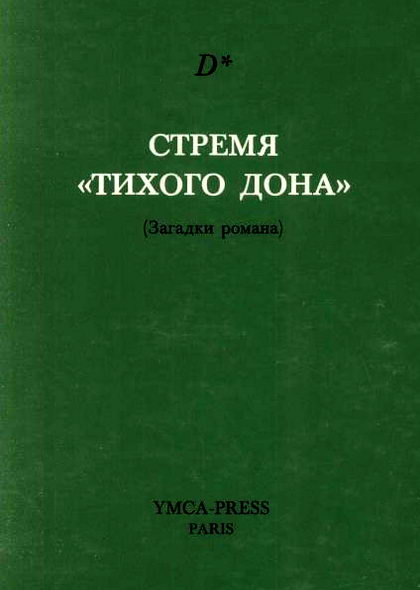
Исследование И. Н. Медведевой-Томашевской «Стремя „Тихого Дона“». Париж, 1974 г.

Начиная с 1970-х годов на Западе — а после перестройки и в СССР, и в России — появляется ряд исследований (И. Н. Медведева-Томашевская (Д*), А. И. Солженицын, Р. А. Медведев, М. Т. Мезенцев, В. П. Фоменко и Т. Г. Фоменко, А. Г. Макаров и С. Э. Макарова, Зеев Бар-Селла, А. В. Венков, В. И. Самарин), согласно которым «Тихий Дон» (точнее, реконструируемый первоначальный текст романа) не принадлежит Шолохову и написан в 1910-х годах и во время гражданской войны подлинным (так называемым «основным») автором, судя по всему, казаком и участником Белого движения. И. Н. Медведева-Томашевская и М. Т. Мезенцев возродили старую версию авторства Крюкова, а после ряда аргументированных опровержений авторитетными исследователями данной версии, в том числе с использованием математических методов, появились другие варианты авторства. Некоторые из известных литераторов (А. Т. Твардовский, Ф. А. Абрамов, М. О. Чудакова), не принимающих версию о плагиате как таковом, тем не менее считали вполне возможным заимствование Шолоховым материалов (рукописи), в том числе из архива Крюкова. Об использовании Шолоховым неких никогда им не оговорённых публично источников типа чужих дневников, набросков, воспоминаний говорит даже такой его защитник, как В. Г. Бондаренко. Даже сторонники Шолохова признают, что в авторство Шолохова не верил или, как минимум, сомневался в нём ещё с конца 1920-х годов Д. С. Лихачёв. Есть сведения, что никогда не верил в авторство Шолохова А. Н. Толстой. По свидетельству З. Б. Томашевской, дочери филологов Б. В. Томашевского и И. Н. Медведевой-Томашевской, её родители неоднократно говорили применительно к «Тихому Дону» «о возможности отслоения подлинного текста, к этому времени уже буквально утопающего в несметных и противоречивых переделках. Только с чужим текстом можно было так обращаться». Через много лет И. Н. Медведева-Томашевская начнет работу над книгой «Стремя „Тихого Дона“ (загадки романа)». Неоконченная работа будет опубликована уже после смерти автора в 1974 г. в Париже.
Утверждалось, что в 1925—1927 годах в процессе подготовки «Тихого Дона» к печати первоначальный текст был подвергнут значительному по объёму и непоследовательному редактированию, был оборван ряд сюжетных линий, включены немотивированные вставки из мемуаров участников Гражданской войны, а также внесены разного рода искажения. По мнению некоторых исследователей, Шолохов не был и единоличным редактором текста; в качестве возможных редакторов упоминаются его тесть Пётр Громославский, А. С. Серафимович, К. И. Каргин.
Выдвигались также гипотезы о том, что сомнительно авторство не только «Тихого Дона»; что «Поднятая целина» и «Они сражались за Родину» также написаны не Шолоховым, а другими авторами (Громославским, Каргиным или даже А. П. Платоновым).
Израильским филологом Зеевом Бар-Селлой (Владимиром Назаровым) высказано мнение, что автором «Тихого Дона» был Вениамин Краснушкин (Виктор Севский). Как утверждает Бар-Селла, Краснушкину принадлежали и рукописи, впоследствии использованные в «Донских рассказах». По версии Бар-Селлы, сам Шолохов своих произведений никогда не писал, а был не более чем «лицом» успешного литературного проекта советских спецслужб, на который работали многочисленные советские литераторы и который в конце концов принёс для СССР престижную Нобелевскую премию.
Все эти гипотезы не основаны на каких-либо документальных свидетельствах, рукописях или свидетельствах очевидцев (зачастую со ссылкой на то, что по самому своему характеру подобные свидетельства и свидетели, если они существовали, могли быть и уничтожены), а опираются в основном на косвенные соображения, допущения, предположения и различные методы анализа текста опубликованного романа и шолоховских рукописей.

«Тихий Дон» — не анонимное произведение. Оно было опубликовано Михаилом Шолоховым, и соответственно его следует считать единственным автором до тех пор, пока не будет доказано обратное.
— Г. Хьетсо и др. «Кто написал „Тихий Дон“?»
- В 70-е годы А. Солженицын, тоже Нобелевский лауреат, обвинил вас в присвоении произведений другого писателя-казака Федора Крюкова, умершего в 1921 году… 
Шолохов: Я не комментирую этот вопрос. Пусть все эти домыслы останутся на совести тех, кому не нравится мое творчество. Я дорожу мнением моих читателей, моих земляков. Они знают, где правда, а где ложь. История все расставит по своим местам. Козьма Прутков писал в таких случаях: «Вакса чернит с пользой, а недоброжелательный человек чернит с удовольствием…»
В 1991 году в газете «Московская правда» были опубликованы материалы экспертизы (почерк рукописи сравнивался с почерком писем Шолохова), произведённой во «Всесоюзном научно-исследовательском институте судебных экспертиз Министерства юстиции СССР» (специалист Ю. Н. Погибко), в газете была также опубликована репродукция подвергшейся экспертизе первой страницы черновиков «Тихого Дона»; вывод эксперта состоял в следующем: «текст ксерокопии рукописи, начинающийся словами: „1925 год. Осень. Тихий Дон. Роман. Часть первая…“ и заканчивающийся словами „… Абрам слегка лишь повел стволом“ — выполнен Шолоховым Михаилом Александровичем».
В 2021 году переводчица Энгелина Тареева рассказала в своем блоге, как несколько десятилетий назад услышала фамилию подлинного автора: его жена принесла рукописные черновики «Тихого Дона» прокурору и «сказала, что это написал её муж. Я забыла его фамилию, похожа на Крюков или на Крючков. …Прокурор посмотрел эти черновики, сказал женщине, что она имеет право оспаривать авторство Шолохова, но делать это он ей не советовал. Софья Сергеевна [жена прокурора] и мне рассказала это, взяв с меня обещание, что я никому не расскажу. Я рассказываю это впервые».
В 2023 году писатель и историк Антон Уткин, опираясь на неиспользовавшиеся ранее в шолоховских исследованиях материалы, привёл доказательство того, что в основу первой половины романа (до лета 1918 года) положены беллетризированные записки Ивана Васильевича Цыганкова - одного из офицеров 12-го Донского казачьего полка.

## Обнаружение рукописей

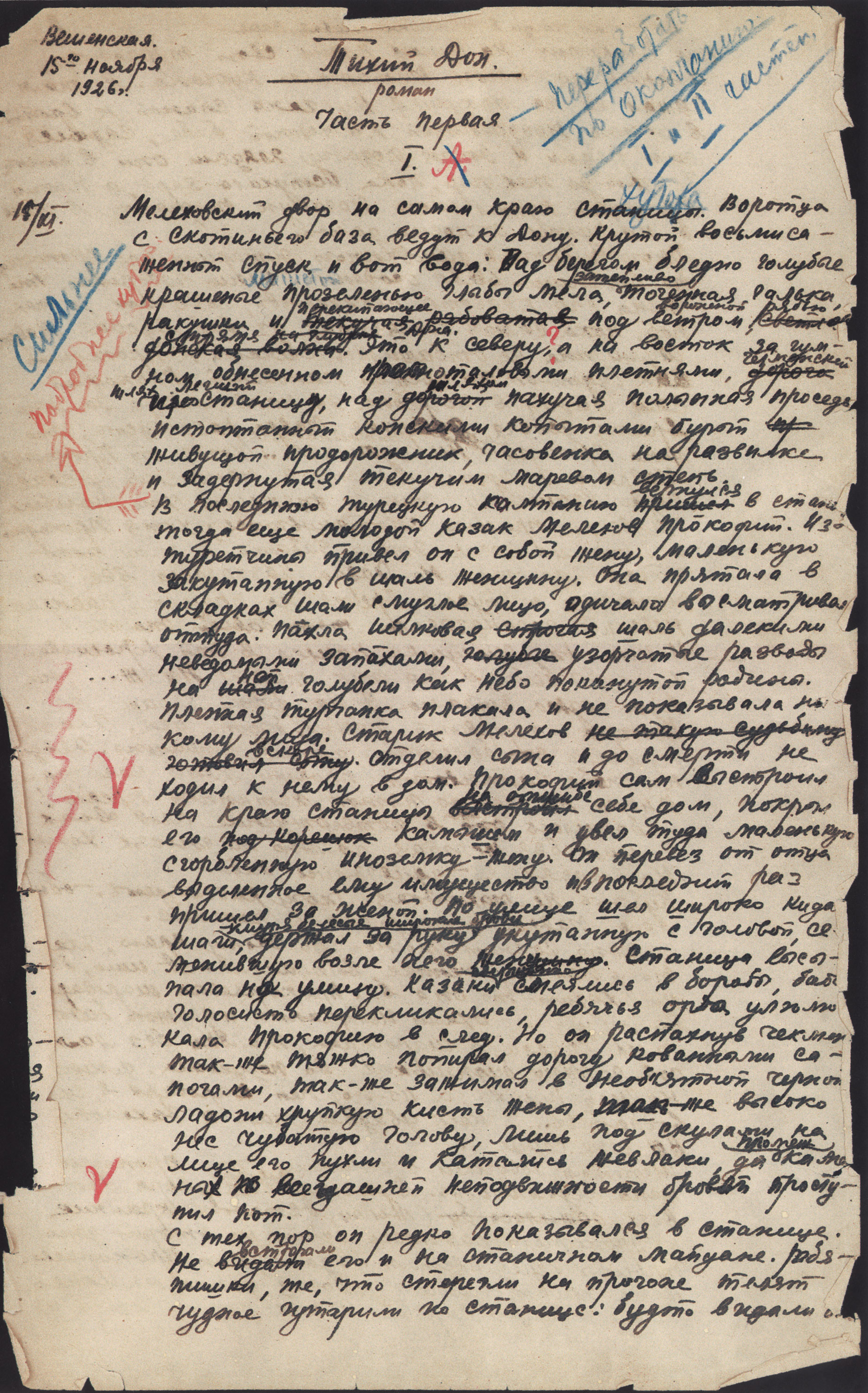
Шолоховская рукопись — черновик

Две ранее неизвестные главы романа, атрибутируемые осенью 1925 года, были впервые опубликованы газетой «Московская правда» 20 мая 1990 года.
В 1999 году после многолетних поисков Институту мировой литературы им. А. М. Горького РАН удалось разыскать считавшиеся утерянными рукописи 1-й и 2-й книг «Тихого Дона» — те самые, которые предъявлял Шолохов в 1929 году комиссии. Как оказалось, писатель оставил рукопись на хранение у своего друга, писателя-деревенщика Василия Кудашёва, который позднее умер в немецком плену. Рукопись хранилась у вдовы Кудашёва, но она из каких-то соображений всегда отрицала её существование, утверждая, что рукопись утеряна при переездах. Только после её смерти, когда всё имущество перешло к наследникам, рукопись удалось отыскать и выкупить, что позволило провести экспертизу авторства.
В рукописи 885 страниц. Из них 605 написаны рукой М. А. Шолохова, 280 страниц переписаны набело рукой жены писателя и её сестёр; многие из этих страниц также содержат правку М. А. Шолохова. Страницы, написанные рукой М. А. Шолохова, включают в себя черновики, варианты и беловые страницы, а также наброски и вставки к тем или иным частям текста. Почерк М. А. Шолохова чёток, резко индивидуален и легко узнаваем. При приобретении рукописи были проведены три экспертизы: графологическая, текстологическая и идентификационная, удостоверяющая подлинность рукописи и её принадлежность своему времени — концу 1920-х годов. Из заключения текстологов следует:

1. Не вызывает никаких сомнений факт написания 605 страниц данной рукописи рукой Михаила Александровича Шолохова.
<…>
4. Данная рукопись дает богатейший материал для анализа работы писателя над двумя книгами романа, позволяет проникнуть в творческую лабораторию его автора, реконструировать историю создания этого произведения.
5. Не вызывает сомнений и то, что текстологическое изучение данной рукописи <…> позволяет с научной обоснованностью решить проблему авторства «Тихого Дона».

В 2006 году при содействии РАН было выпущено факсимильное издание рукописи, дающее, как считают сторонники Шолохова, возможность каждому убедиться в подлинном авторстве романа, так как в рукописях прослеживается весь ход творческого процесса.
После обнаружения автографа «Тихого Дона» сторонники авторства Шолохова сочли свою позицию безусловно доказанной. В свою очередь, многие сторонники версии о плагиате продолжают настаивать на своей правоте, заявляя, что само наличие рукописей не означает, что человек, рукой которого они написаны, на самом деле является их подлинным автором. Более того, найденные рукописи в некоторых случаях были использованы ими как аргумент в пользу версии о плагиате.

## Аргументы сторонников версии плагиата
Первая и основная причина сомнений в авторстве Шолохова: необычайно молодой автор создал в сжатые сроки грандиозное произведение, демонстрирующее хорошее знакомство с жизнью донского казачества с её бытовыми деталями, знание многих местностей на Дону, событий Первой мировой и Гражданской войны, происходивших, когда Шолохов был ещё ребёнком и подростком. Часть критиков утверждает, что высокий художественный уровень «Тихого Дона» резко контрастирует с уровнем шолоховских «Донских рассказов», непосредственно предшествовавших гениальному роману. Критики отмечают также имеющиеся в «Донских рассказах» признаки плохого знания казачьего быта, совершенно не характерные для романа.
Мнение академика РАН А. В. Лаврова: «То, что в основе „Тихого Дона“ лежал исходный текст (или несколько исходных текстов), не вышедший из-под пера Шолохова, мне представляется вполне убедительно доказанным. Наиболее наглядные и убийственные примеры присутствия в романе чужого текстового слоя исследователи обнаружили в первопечатной версии романа, публиковавшейся в журнале „Октябрь“ с января 1928 года. После этого в результате редактур, которые продолжались от переиздания к переизданию, текст всё более и более очищался от признаков первичного его состояния».
Как отмечено выше, роман демонстрирует высокий уровень эрудиции автора, прекрасное знание им истории Первой мировой войны, знакомство с реалиями описываемого периода. При этом в тексте нередко встречаются грубейшие противоречия и ошибки, которые автор с таким уровнем знаний, казалось бы, просто не мог допустить
. Например, отмечен целый ряд хронологических и географических нестыковок: главные герои одновременно воюют в Германии и Австро-Венгрии, при этом одновременно могут находиться ещё и в тыловом госпитале; герой вступает в бой в ночь на 16 августа, а ранение в том же бою получает 16 сентября; ребёнок, зачатый в четверг, уже в ближайший понедельник шевелится в утробе матери.
Исследователи В. П. и Т. Г. Фоменко, указав на неприемлемые методические ошибки предшественников (Хьетсо и др.), построили собственную формальную методику проверки авторства на обширном материале творчества 27 русских писателей. На основе применения этой методики был сделан вывод, что «части 1, 2, 3, 4, 5 и, в значительной мере, часть 6 романа написаны не М. А. Шолоховым». На основе этой же методики было проведено сопоставление «Тихого Дона» с текстами Фёдора Крюкова. Результаты анализа не позволили достоверно подтвердить авторство последнего, как не позволили и исключить его. Те же авторы указали на ещё один факт: «подозрительная» часть романа была написана существенно быстрее, чем все последующие произведения Шолохова.
Доктор физико-математических наук С. Н. Бозиев провел компьютерное исследование различных количественных характеристик литературных текстов, причем в отличие от Г. Хьетсо и др. проанализировал не только тексты Шолохова и Крюкова, но и большое число русских авторов 19 и 20 века и пришёл к выводу, что «автором романа „Тихий Дон“ и части рассказов из сборника „Донские рассказы“ является писатель Федор Дмитриевич Крюков».
Другой метод атрибуции, основанный на частотности числительных, предложил кандидат физико-математических наук А. В. Зенков. Его выводы: "Разные части «Тихого Дона» и «Поднятой целины» распределяются по разным кластерам, что говорит о внутренней статистической неоднородности текстов с точки зрения распределения первых значащих цифр числительных; "Тексты Крюкова статистически близки началу «Тихого Дона». «В высшей степени сомнительно, что „Донские рассказы“, с одной стороны, и „Тихий Дон“, „Поднятая целина“, „Они сражались за Родину“ принадлежат одному автору».
Метод распознавания авторства был предложен также известным математиком академиком Академии наук Таджикистана З. Д. Усмановым и его научной школой компьютерной лингвистики. Этот метод основан на частотности использования 3-грамм, то есть трёхбуквенных сочетаний в произведениях различных авторов. Выводы школы Усманова следующие: "- «Тихий Дон» — т. 1 и «Тихий Дон» — т. 3 однородны с другими томами; «Тихий Дон» — т. 2 и «Тихий Дон» — т. 4 неоднородны только между собой; все четыре тома «Тихого Дона» не однородны с «Поднятой целиной» и «Судьбой человека»; «Поднятая целина» и «Судьба человека» не однородны между собой. Тексты Ф. Д. Крюкова, проявляя однородность с текстами «Тихий Дон» — т. 1 и «Тихий Дон» — т. 4, неоднородны с «Поднятой целиной» и «Судьбой человека», то есть с более поздними трудами М. А. Шолохова.
Критики нашли у Шолохова ряд ошибок, которые можно трактовать как ошибки при переписывании с оригинальной рукописи, выполненной другим человеком. «Скипетр красок» вместо «Спектр красок», «Замок» вместо «Зимний» (дворец), «колосистый месяц» вместо «колёсистый месяц», «На площади» вместо «на пол-лошади» (то есть на полкорпуса лошади впереди), «снег доходил лошадям до пояса» вместо «снег доходил лошадям до пуза», «святой Дмитрий Сослуцкий» вместо «Димитрий Солунский» и прочее. Опубликование «черновика» умножило число вопросов:
- Почему число исправлений так невелико?
- Некоторые исправления трудно истолковать иначе как попытки разобрать чужой почерк, например: «У дома» — написано, зачёркнуто, исправлено на «у Дона». «Аксинья улыбается снова, не разжимая зубы» — написано, зачёркнуто, исправлено на «Аксинья улыбается строго, не разжимая губ».

### Рудименты старой орфографии
В шолоховских рукописях, в целом написанных по современным правилам, остались следы старой орфографии: «следъ», «дедъ», «вахмистръ», «армія». Критики объясняют это тем, что по старой орфографии была выполнена оригинальная рукопись подлинного автора, которую Шолохов использовал. Есть случаи ошибочного прочтения слов, записанных по старой орфографии, например, слово «сѣрая» («серая», 2-я буква — «ѣ», «ять») превратилось в «сырая» («ѣ», написание от руки: «ѣ», принята за «ы»).

### Признаки позднего происхождения найденных рукописей
З. Бар-Селла, сравнив найденные в конце 1990-х годов шолоховские рукописи «Тихого Дона» с первой публикацией романа в журнале «Октябрь» в 1928 году и с первым отдельным изданием 1928 года, обнаружил, что журнальная публикация содержит массу характерных для Шолохова ошибок, которые впоследствии были исправлены в отдельном издании 1928 года, но которых в данной рукописи уже нет. Из этого Бар-Селла заключил, что журнальная публикация произведена с другой рукописи, а имеющаяся ныне рукопись (или, как минимум, её часть) была создана после публикации в «Октябре», возможно, с использованием отдельного издания. Бар-Селла предположил, что данная рукопись была написана Шолоховым и его семьёй уже после публикации романа специально для предоставления в комиссию, так как подлинник, с которого делалось журнальное издание, для этого не подходил (возможно, потому, что имел явные признаки чужого авторства)

Потому, видимо, что подлинный беловик был непредставим — например, выполнен почерком не только не шолоховским, но многими почерками разных людей-«соавторов»… Такой беловик не только не снимал с Шолохова подозрений в плагиате, но сам становился изобличающим документом.
Посему, когда пришлось всё-таки предъявить документ оправдательный, мастерила его вся семья — Шолохов, жена и свояченица.
В 1929 году Шолохову удалось отбиться от обвинений в плагиате, но более полагаться на везение он не захотел: рукописей с тех пор никому не показывал, а в 1947-м объявил их погибшими окончательно.

### Несоответствие расчёта объёма рукописи её фактическому формату
В своей книге о Шолохове Ф. Кузнецов предложил расшифровку цифр на начальной странице рукописи второй части романа: «…Но начала первой главы второй части на этой странице так и не последовало. Вместо него написан столбец цифр — 50х35/1750х80/140000. Это хорошо знакомый каждому пишущему подсчёт: число строк на странице — 50 множится на число печатных знаков в строке — 35, что даёт 1750, далее число знаков на странице — 1750 умножается на количество страниц первой части рукописи — 80, что даёт 140 тысяч печатных знаков». Но этот расклад не соответствует рукописи Шолохова с его 45—50 знаками в строке и 85 листами (плюс 2 страницы вставки) в первой части романа. В черновых же рукописях известных произведений Крюкова по 35—40 знаков. Хотя почерк у Фёдора Крюкова был мельче шолоховского, но он оставлял поля в полстраницы. Здесь им делалась правка, здесь же, параллельно первому наброску, создавался иной вариант текста. На этом основании А. Чернов делает вывод о том, что столбец цифр был слепо скопирован с рукописи Фёдора Крюкова, на которой он (по мнению Чернова) делал прикидки числа типографских знаков первой части «Тихого Дона».

### Признаки более раннего написания 1-й части «Тихого Дона»
А. В. Венков, проанализировав первую часть романа, указал, что многие детали (характеристики военной формы, особенности воинской службы, фамилии воинских начальников) указывают на временной интервал 1901—1907 годов. В это время Шолохов ещё не родился или был младенцем; соответственно, он не мог знать все эти мелкие детали с такой точностью и полнотой, с какой они описаны в романе, да и не стал бы Шолохов, по мнению Венкова, начинать роман о Мировой и Гражданской войнах так издалека.

### Неверная идентификация хутора Татарского
Вопреки утверждениям некоторых шолоховедов, например, Ф. Кузнецова, в тексте романа есть по меньшей мере два указания на расположение хутора Татарский вне Вёшенского юрта:
1. Прохор Зыков (часть 6, гл. LIV) движется из Татарского вдоль Дона на запад (вверх по течению) и проезжает хутор Рубежин, который относится не к Вёшенской, а к Еланской станице, Вёшенский юрт начинается ещё выше (западней). Соответственно, Татарский находится ещё восточней Рубежина и тем более относится не к Вёшенской, а к Еланской или даже ещё более нижней — Усть-Хопёрской станице.[61]
2. Во второй части главы I земляк главных героев купец Мохов проживает в станице, находящейся «неподалёку от устья Хопра», таковой является станица Усть-Хопёрская[62]. Всё это может свидетельствовать, что подлинный автор был родом не из Вёшенской.

### Признаки того, что изначально действие романа было задумано автором не в станице Вёшенской, а в станице Калитвенской на Донце
А. В. Венков указал несколько таких признаков: служба в одном полку с главным героем казака Митякинской станицы, расположенной на Донце, служба Петра Мелехова в 27-м полку, комплектовавшемся из казаков Калитвенской и других донецких станиц и др.

### Признаки того, что в одной из ранних редакций действие романа происходило в юрте станицы Усть-Медведицкой, а не Вёшенской
1. Меловые глыбы и «затейливо точеная галька» характерны для Усть-Медведицкой, а не Вёшенской.
2. Поселения украинцев, конфликтовавших с казаками (драка на мельнице) находятся недалеко от Усть-Медведицкой (слобода Михайловка) и на расстоянии почти ста верст от Вёшенской[64].

### Пересечения между текстами Крюкова и «Тихим Доном»
М. Мезенцев нашёл десятки пересечений текстов из «Тихого Дона» и произведений русского писателя Фёдора Крюкова. Если некоторые из них не очень убедительны, то часть совпадений (например, сцена обыска у казаков, попытка изнасилования отцом дочери) слишком специфична, чтобы счесть их случайными. Некоторые из этих эпизодов могли быть известны Шолохову из опубликованных произведений Ф. Крюкова, но часть содержится только в дневниках и переписке Крюкова, следовательно, Шолохов никак не мог их использовать в работе над романом. А. И. Чернов использует в своей аргументации в пользу авторства Крюкова материалы электронного Национального корпуса русского языка. С его помощью уже выявлено более тысячи параллелей прозы Крюкова с текстом «Тихого Дона».

### Личная пристрастность и политическая ангажированность советских шолоховедов
Например, большинство филологов, защищающих авторство Шолохова, сделало академическую карьеру в советские времена, когда никакого иного отношения к Шолохову, кроме апологетического, не допускалось. Для этих учёных возможное признание факта плагиата означало бы признание краха своей научной деятельности. Многие из литераторов — защитников Шолохова придерживаются прокоммунистических или националистических взглядов, для них он фактически является своего рода политическим знаменем, кроме того, эти литераторы, как правило, были хорошо знакомы и даже дружны с Шолоховым и его семьёй. Норвежский славист Гейр Хьетсо, под чьим руководством проводилось компьютерное исследование подлинности авторства «Тихого Дона», испытывал личные симпатии к Шолохову. Всё это может поставить под сомнение объективность этих исследователей.

### Оспариваемая часть «Тихого Дона»
Исследователи, начиная с И. Медведевой-Томашевской, оспаривают принадлежность Шолохову прежде всего первой, второй и частично третьей книги романа, поэтому использование в последних частях источников, недоступных Крюкову, и описание событий, произошедших после его смерти, говорит лишь о принадлежности этих частей другому автору (не Крюкову).

### Казачьи песни в романе
В «Тихом Доне» встречаются десятки казачьих песен, как в эпиграфах к частям романа, так и собственно в тексте. По свидетельству современников, Крюков был знатоком, любителем и исполнителем казачьих песен, они регулярно встречаются в его произведениях (в том числе эпиграф к «Тихому Дону»). В текстах же Шолохова практически полностью отсутствуют таковые: в «Поднятой целине» есть лишь одна песня и ещё одна, скорей общероссийская, чем казачья, — в рассказах. Это может рассматриваться как серьёзный аргумент в пользу Крюкова и против Шолохова. Кроме того, в фольклорном архиве Крюкова есть тексты песен из романа (или близкие к ним), в том числе им самим собранные.

### Отрицание Шолоховым знакомства с творчеством Крюкова
Несомненно, писатель, претендующий на авторство «Тихого Дона», должен был прекрасно знать Дон, его историю, культуру и литературу. Соответственно, он не мог не знать творчества одного из крупнейших писателей Дона Ф. Д. Крюкова. То, что Шолохов «использовал в качестве жизненно-литературного материала очерки Ф. Крюкова», признают и некоторые защитники Шолохова. Тем более странным, по мнению сторонников версии о плагиате, выглядит настойчивое отрицание Шолоховым своего знакомства с произведениями Крюкова, причём впервые высказанное задолго до выхода работы «Стремя „Тихого Дона“», где это имя впервые было публично названо в связи с романом.

### Северорусское происхождение заговоров («молитв») в «Тихом Доне»
Несколько фольклорных заговоров в романе («Молитва от ружья» и другие) явно имеют северорусское происхождение. Почти дословные их записи были сделаны студентами филологического факультета МГУ во время фольклорной экспедиции в Архангельской области в 1962 году, причём эти записи лишены ошибок переписывания, имеющихся в романе, что говорит об их первичности по отношению к романному тексту. 
Таким образом, загадочная на первый взгляд связь одного из великих романов XX века с севернорусской рукописной заговорной традицией находит своё логичное объяснение: тексты архангельских заговоров попали к Крюкову от его друга и однокурсника Боцяновского, который в годы их тесного общения занимался именно этим материалом. Можно с уверенностью утверждать, что Шолохов не мог знать эти редкие и неопубликованные тексты, следовательно, он не мог быть автором «прототекста» «Тихого Дона»
.

### Высказывания Шолохова, которые можно интерпретировать как оправдывающие присвоение литературных материалов
До сих пор остаётся загадочной фраза из выступления Михаила Шолохова на XVIII съезде ВКП(б) в марте 1939 года:

В частях Красной Армии, под её овеянными славой красными знамёнами, будем бить врага так, как никто никогда его не бивал, и смею вас уверить, товарищи делегаты съезда, что полевых сумок бросать не будем — нам этот японский обычай, ну… не к лицу. Чужие сумки соберём… потому что в нашем литературном хозяйстве содержимое этих сумок впоследствии пригодится. Разгромив врагов, мы ещё напишем книги о том, как мы этих врагов били. Книги эти послужат нашему народу и останутся в назидание тем из захватчиков, кто случайно окажется недобитым…

## Аргументы и ответы на критику сторонников авторства Шолохова

### Рукописи против версий о плагиате
Наличие обнаруженной в 1999 году рукописи первых двух частей романа, чьё авторство подтверждено экспертизой, считается главным опровержением версий о плагиате. Основным аргументом в пользу единоличного авторства Шолохова до 1999 года считался черновой автограф значительной части текста «Тихого Дона» (более тысячи страниц), обнаруженный в 1987 году и хранящийся в Институте мировой литературы РАН. Сторонники авторства Шолохова всегда утверждали, что эта рукопись свидетельствует о тщательной авторской работе над романом, а неизвестная ранее история текста объясняет отмеченные их оппонентами ошибки и противоречия в романе.

### Молодость писателя
Шолохова на момент написания «Тихого Дона» нельзя считать беспрецедентно молодым. Многие известные писатели создали значительные произведения в таком же возрасте, например: А. А. Фадеев повесть «Разлив» написал в 22 года, роман «Разгром» — в 25 лет; Л. М. Леонов добился писательской славы в 22 года. Ч. Диккенс в 26 лет написал «Посмертные записки Пиквикского клуба», Т. Манн — «Будденброков», А. С. Пушкин в 23 года — первую главу «Евгения Онегина»; а Н. А. Добролюбов и Д. И. Писарев состоялись как литературные критики в двадцатилетнем возрасте. Михаил Лермонтов, ставший классиком русской литературы, прожил всего 26 лет, а над «Героем нашего времени» начал работать, когда ему было 23 года.

### Недостаточное образование
Многие крупные писатели пришли в литературу, имея за плечами лишь самообразование. Леонова не приняли в университет; Горький закончил два класса начальной школы; Есенин, В. В. Маяковский и И. А. Бунин закончили всего по три класса гимназии. Шолохов учился с 1912 по 1919 г. (с 1914 г. — в классических гимназиях) и, по воспоминаниям учителей, отличался прекрасными способностями. Как отмечает академик Челышев, учёный Ф. Кузнецов, исследуя информационное пространство романа в соотношении с жизненными знаниями и представлениями его создателя, убедительно доказывает беспочвенность каких-либо сомнений по поводу его принадлежности перу М. А. Шолохова.

### Знания о Первой мировой войне
Шолохову не было необходимости лично участвовать во всех описываемых событиях. Собраны библиографические справки о многочисленных исторических источниках, военных картах, мемуарных изданиях, которыми он пользовался, работая над хроникально-историческими страницами романа.

### Совпадения реалий романа и биографии Шолохова
Проведены многочисленные краеведческие исследования, подтвердившие встречи Шолохова с прототипами своих героев и свидетельствующие, что большая часть эпизодов — реальные события из жизни известных Шолохову людей. Множество топографических и топонимических сопоставлений романа и местности позволили составить карту и привязать её к родным для Шолохова местам.

### Идентификация хутора Татарского
Судя по пути, проделанному Прохором Зыковым от Татарского до Базков по правому берегу Дона через хутора Рубежный, Рыбный и Громки, можно предположить, что Шолохов расположил хутор Татарский где-то между хутором Рубежным и Плешаковым, на правой стороне Дона, в границах Вёшенского юрта. Далее по Дону шли станицы Еланская и Усть-Хопёрская, которая в 1918 году из Усть-Медведицкого округа перешла в Верхне-Донской.

### Пересечение текстов Крюкова и «Тихого Дона» случайно
Отмеченные Мезенцевым отдельные словесные совпадения («Фабричный?.. — Так точно»/«— Рабочий? — Угу»; «— Какой губернии? — Московской»/«— Откуда уроженец? — Москвич я»; «Сукины дети»/«сукин сын» и т. д.) случайны, имеют информационный, бытовой или служебный характер, лишены метафор, эпитетов, гипербол, сравнений — того, что отражает особенности языка и стиля писателя, своеобразие его образной системы и творческой индивидуальности. В этом смысле у Есенина пересечения с текстом «Тихого Дона» более существенные («Лижет телёнок горбатый Вечера красный подол»/«Ласковым телком притулилось к оттаявшему бугру рыжее потеплевшее солнце» и т. д.).

### Личная пристрастность и политическая ангажированность критиков
Слухи о плагиате усиленно распространялись личными недоброжелателями Шолохова, его политическими и идеологическими противниками, в том числе белоэмигрантами в 1920—1930-х годах, троцкистами в 1930-х годах и либеральным крылом интеллигенции в 1960-х годах:
- В конце 1920-х — начале 1930-х годов опубликованная в эмигрантской прессе статья с версией плагиата затем широко распространялась недоброжелателями Шолохова в СССР[88].
- "Троцкист" (на самом деле бухаринец) С. И. Сырцов (1893—1938), председатель Совнаркома РСФСР, занимавший некогда пост председателя Донбюро РКП(б), ярый сторонник политики расказачивания, мог быть причастен к прекращению публикации третьей книги «Тихого Дона» в журнале «Октябрь», где описывалось Вёшенское восстание 1919 года. Это было бы суровым обличением политики, проводимой троцкистами, и могло поколебать позиции Сырцова и его единомышленников. Поэтому необходимо было не только прекратить публикацию романа, но и дискредитировать самого Шолохова как нелояльного к Советской власти плагиатора[88].
- Противопоставление Крюкова и Шолохова также объясняется соперничеством между казачьими станицами Вёшенской и Глазуновской[88].
- Новые нападки на Шолохова в 1937—1938 годах могли быть частью провокации НКВД, так как писатель находился в то время на подозрении по обвинению в контрреволюционных настроениях. Эта версия согласуется с тем, что слухи утихли сразу же после того, как провокация не удалась[88].
- По свидетельству Приймы, донской писатель Д. И. Петров (Бирюк), поддерживавший версию о плагиате, завидовал Шолохову; он при свидетелях утверждал, что его собственная эпопея «Сказание о казаках» лучше «Тихого Дона»[89].
- После выступления Шолохова против Синявского и Даниэля поутихшая было кампания по обвинению в плагиате приобрела новую силу в кругах диссидентов и либеральной интеллигенции СССР.
- А. И. Солженицын, 20 декабря 1962 года писавший Шолохову о своей высокой оценке «автора бессмертного „Тихого Дона“»[90][91][92], но в январе 1974 написавший предисловие к книге Д* и своим авторитетом нобелевского лауреата внёсший весомый вклад в поддержку версии о плагиате, по мнению профессора А. М. Ушакова[41], мог иметь личную обиду на Шолохова из-за резкого выступления последнего против присуждения Ленинской премии повести «Один день Ивана Денисовича». Позже Солженицын упоминал о плагиате в критической статье о «Поднятой целине»[68], после обнаружения рукописей в 1990-х, сославшись на занятость, отказался знакомиться с ними[93][41] и с выявленными новыми аргументами против обвинений в плагиате[94].
- Ранее восхищавшийся талантом Шолохова донской публицист М. Т. Мезенцев стал сторонником версии плагиата после конфликта с писателем, когда Шолохов поддержал в Верховном Суде РСФСР сторону Вёшенского РК КПСС в квартирной тяжбе против Мезенцева[95].
- Большинство сторонников версии плагиата придерживаются антикоммунистических и/или антисоветских взглядов, что ставит под сомнение их объективность в отношении творчества коммуниста Шолохова[93].

### Опровержение авторства Крюкова
Отдельно можно выделить аргументы против предполагаемого авторства Крюкова:
- В 1975 году большая группа скандинавских исследователей во главе с норвежским славистом Гейром Хьетсо на базе трёх университетов (в том числе в Центре компьютерной лингвистики Уппсальского университета) провела компьютерный анализ бесспорных текстов Шолохова и Крюкова, с одной стороны, и «Тихого Дона» с другой, и пришла к выводам, опровергавшим авторство Крюкова[96][97]. Использованная этими исследователями методика неоднократно подвергалась критике как несостоятельная[68][98], в том числе другими лингвистами и математиками[99][100][101], однако собственный компьютерный анализ критиков (например, исследование супругов Фоменко)[49], авторства Крюкова не смог ни подтвердить, ни опровергнуть, что связано, по их мнению, с малым объёмом исследованного ими текста.
- Некоторые исследователи заявляют, что словарный запас Крюкова намного беднее, предложения в его текстах существенно короче, использование частей речи и метафор значительно более скудное, чем у Шолохова. Напротив, эти параметры текстов, заведомо принадлежащих Шолохову, с высокой степенью совпадают с теми же параметрами текста «Тихого Дона»[источник не указан 2323 дня]. Другие, наоборот, находят тысячи параллелей[29].
- Ещё до обнаружения утерянных рукописей романа известный исследователь творчества Шолохова профессор Принстонского университета Герман Ермолаев отмечал, что Крюкова из числа возможных авторов «Тихого Дона» необходимо исключить по следующим причинам[102][103]:
  - действие романа разворачивается в незнакомом для него месте;
  - у него не было времени, чтобы написать 3-ю и 4-ю книги;
  - большинство исторических документов, на которые опирался автор, появилось уже после смерти Крюкова;
  - будучи знатоком казачества и образованным литератором, Крюков не мог сделать такого множества грамматических, синтаксических и фактологических ошибок, сплошь и рядом встречающиеся как в рукописи, так и в ранних опубликованных текстах романа;
  - между произведениями Крюкова и «Тихим Доном» стилистических различий больше, чем сходства, у Крюкова на порядок меньше диалектизмов, чем у Шолохова, особенно в авторской речи.

Авторство Шолохова имеет гораздо больше оснований:
  - действие романа происходит в родных ему местах, многие герои книги имеют своими прототипами людей, которых Шолохов знал лично;
  - у Шолохова было время, чтобы написать все четыре книги романа, тем более известно, что он мог писать очень быстро;
  - при описании событий, участником которых он не был, Шолохов опирался на устные рассказы очевидцев и опубликованные мемуары;
  - недостаточная образованность писателя и крайняя спешка, с которой писались первые три книги, как раз и объясняют большое количество и многообразие ошибок, встречающихся в ранних изданиях «Тихого Дона», а также несоблюдение им грамматических норм русского языка;
  - авторская и прямая речь в текстах Шолохова насыщена диалектизмами.

### Более низкий, по мнению ряда критиков, уровень последующих произведений
В истории мировой литературы есть писатели, известные как авторы одной выдающейся книги и массы посредственных. Поэтому, если даже согласиться с мнением некоторых критиков и считать, что Шолоховым, кроме «Тихого Дона», больше не написано ничего достойного, то это никак не может считаться ни уникальным в мировой литературе случаем, ни весомым аргументом в пользу плагиата.
Дмитрий Быков оспаривал выводы Зеева Бар-Селлы о том, что Краснушкин является автором двух первых и половины третьей книги романа:

первый и второй тома «Тихого Дона» как раз довольно слабы по сравнению с третьим и в особенности с четвёртым. Самое мощное, что есть в романе, — вторая половина третьего тома, бегство Григория с Аксиньей, скитания по чужим углам, и могучий, страшный четвёртый том, где вся жизнь героев уж вовсе летит под откос. Так что даже если Шолохов и спёр начало своего романа, вторую его половину должен был писать кто-то никак не менее талантливый. <…>
«Тихий Дон» написан одним человеком, а не писательской бригадой. <…> это легко прослеживается по динамике авторского мироощущения <…> от почти идиллических сцен первого и второго томов, от картин большой и прочной мелеховской семьи, от умиления казачьими обычаями и прибаутками — к страшной правде, открывающейся в последнем томе, где распад пронизывает всё, где самый пейзаж превращается в отчуждённую, враждебную человеку силу.

### Компьютерный анализ текста
В 2019 году лингвисты Борис Орехов из НИУ ВШЭ и Наталья Великанова из МГУ провели стилометрический анализ с помощью «метода дельта», меры межтекстового расстояния, предложенной Джоном Бёрроузом в 2002 году. Статистический анализ показал, что между «Тихим Доном» и «Донскими рассказами» дельта Бёрроуза минимальна, тогда как от произведений других писателей (Фёдора Крюкова, Виктора Севского, Александра Серафимовича, Михаила Булгакова, Леонида Леонова, Андрея Платонова, Всеволода Иванова, Николая Островского, Александра Фадеева) «Тихий Дон» отделяет значительная дистанция. При этом «Донские рассказы» и поздние тексты Шолохова («Судьба человека», «Они сражались за Родину») оказались в разных частях дендрограммы расстояний между текстами. Таким образом, по мнению Орехова и Великановой, данный метод показал, что у всех томов «Тихого Дона» один автор, и что «Тихий Дон» и «Донские рассказы» принадлежат перу одного человека. Выводы и методика исследования авторов встретили возражения у других специалистов, в частности старший научный сотрудник Института русской литературы (Пушкинский Дом) РАН К. А. Маслинский опубликовал в журнале «Русская литература». 2022. № 1 статью «Уточненная цифровая текстология: ещё раз к вопросу об авторстве романа „Тихий Дон“». По мнению Маслинского: «…вопреки заключению Великановой и Орехова, возможности метода Delta и использованного в исследовании корпуса текстов не позволяют с уверенностью приписать тому же автору четвертый том „Тихого Дона“»

## В культуре
Дмитрий Быков. Икс (2012).